# سینماتیک ستاره‌ای

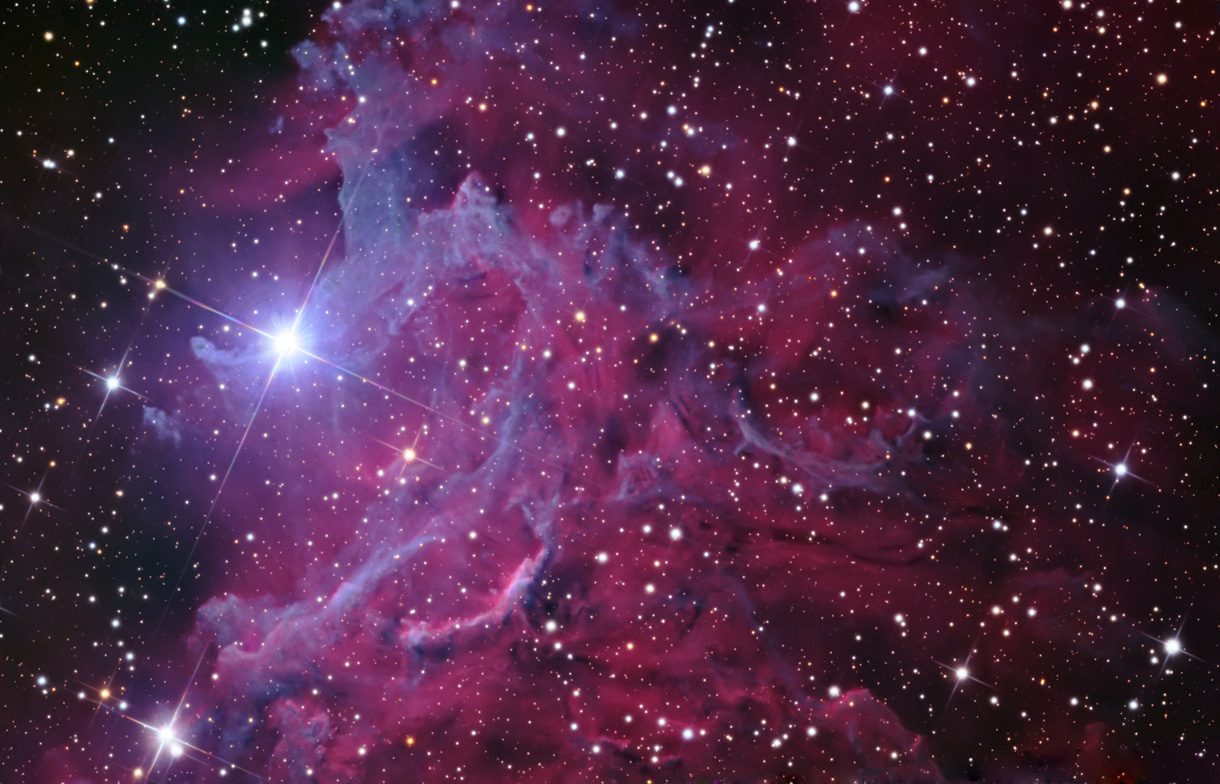
سینماتیک ستاره ای

سینماتیک ستاره‌ای (انگلیسی: Stellar kinematics) در اخترشناسی، مطالعهٔ رصدی یا اندازه‌گیری حرکت شناسانه یا سینماتیکِ ستارگان در فضا است.
سینماتیک ستاره‌ای شامل اندازه‌گیری سرعت ستارگان در کهکشان راه شیری و اقمار آن و همچنین سینماتیک داخلی کهکشان‌های دورتر است. اندازه‌گیری سینماتیک ستارگان در اجزای فرعی مختلف کهکشان راه شیری از جمله قرص نازک، قرص ضخیم، برآمدگی و هاله ستاره‌ای اطلاعات مهمی در مورد شکل‌گیری و تاریخچهٔ تکامل کهکشان ما ارائه می‌دهد. اندازه‌گیری‌های سینماتیکی همچنین می‌توانند پدیده‌های عجیب و غریب مانند ستارگان پرسرعت فراری از کهکشان راه شیری را شناسایی کنند، که به عنوان نتیجهٔ برخورد گرانشی ستارگان دوتایی با سیاه‌چاله کلان‌جرم در مرکز کهکشانی تفسیر می‌شوند.
سینماتیک ستارگان با موضوع دینامیک ستارگان مرتبط است، اما از آن متمایز است؛ زیرا شامل مطالعهٔ نظری یا مدل‌سازی حرکت ستارگان تحت تأثیر گرانش است. مدل‌های دینامیکی ستاره‌ای سیستم‌هایی مانند کهکشان‌ها یا خوشه‌های ستاره‌ای اغلب با داده‌های ستارگان-سینماتیک مقایسه یا آزمایش می‌شوند تا تاریخ تکاملی و توزیع جرم آن‌ها مطالعه شود و حضور ماده تاریک یا سیاه‌چاله‌های کلان پرجرم از طریق تأثیر گرانشی آن‌ها بر مدارهای ستاره‌ها شناسایی شود.

## سرعت فضایی
مولفهٔ سینماتیک ستاره‌ای به سمت خورشید یا به دور از خورشید؛ که به عنوان سرعت شعاعی شناخته می‌شود، می‌تواند از روی تغییر طیف آن ناشی از اثر داپلر، اندازه‌گیری شود. حرکت عرضی یا مناسب را باید با انجام یک سری تعیین موقعیت در برابر اجسام دورتر پیدا کرد. هنگامی که فاصله تا یک ستاره از راه ابزارهای نجومی مانند اختلاف منظر تعیین شود، می‌توان سرعت فضایی را محاسبه کرد.